# Mireia Boya
Pour les articles homonymes, voir Boya.
Mireia Boya e Busquet, née le 28 juillet 1979 à Saint-Gaudens en France, est une femme politique espagnole.
Militante occitaniste et indépendantiste catalane, elle est membre fondatrice du parti occitaniste Corròp (ca), et conseillère municipale de Les depuis 2015. Elle est également députée au Parlement de Catalogne pour la Candidature d'unité populaire (CUP) et présidente du groupe parlementaire de 2016 à 2017.

## Biographie

### Famille
Mireia Boya e Busquet est née en 1979 à Saint-Gaudens, en France, proche du Val d'Aran, dans une famille aranaise. Sa mère, Maria Pilar Busquet (ca), travaillait à l'auberge familiale, et a été députée au Parlement de Catalogne pour Convergence et Union (CiU) dans les années 1980, avant de devenir la première syndic d'Aran (ca) entre 1991 et 1993. Son père était cuisinier. Son frère, Jusèp Boya (ca), est conservateur de musée, puis directeur général des archives, des bibliothèques et des musées de la Généralité de Catalogne à partir de 2016.

### Formation et carrière professionnelle
Elle grandit à Les, un village d'Aran près de la frontière française. Elle suit le cours d'orientation universitaire (ca) puis étudie les sciences de l'environnement à l'université autonome de Barcelone (UAB), dont elle est diplômée en 2002. Elle se rend ensuite au Québec, où elle obtient un master en aménagement paysager de l'université de Montréal en 2004, et un doctorat d'aménagement de l'environnement de la même université en 2009. Elle donne également des cours d'écologie appliquée à l'école d'architecture du paysage de l'université de Montréal. Au Québec, elle s'intéresse au mouvement nationaliste, aux politiques d'intégration linguistique, et à la situation des peuples autochtones. Elle effectue un voyage d'études à Sao Tomé-et-Principe.
A son retour en Catalogne, elle travaille comme coordinatrice d'un master de paysagiste à l'université autonome de Barcelone (UAB). Entre 2009 et 2014, elle est membre du Col·legi d’Ambientòlegs de Catalunya (COAMB). En 2012, elle retourne vivre à Aran, où elle travaille comme environnementaliste et comme chargée d'enseignement vacataires ("asociada" en espagnol)  de l'université Pompeu Fabra (UPF) de Barcelone.

### Activités politiques
En 2013, Mireia Boya participe à la Voie catalane, manifestation en faveur du droit à l'autodétermination de la Catalogne à l'occasion de la fête nationale du 11 septembre, avec des militants occitanistes. Elle participe ensuite à la création de la section aranaise de l'Assemblée nationale catalane (ANC), la principale organisation indépendantiste catalane. Elle se rapproche de la gauche radicale indépendantiste de la Candidature d'unité populaire (CUP).
Dans les années 2010, elle devient une référente politique de l'occitanisme et de l'indépendantisme catalan au Val d'Aran. En 2015, elle est l'une des fondatrices de Corròp (ca), un parti politique occitaniste dont l'objectif est de rompre avec la situation de quasi-bipartisme entre la Convergence démocratique aranaise (ca) et Unité d'Aran (ca). Le parti se présente aux élections au Conseil général d'Aran de 2015 dans le terçon de Quate Lòcs, et aux élections municipales qui ont lieu à la même date dans la municipalité de Les, où Mireia Boya est tête de liste. Corròp n'obtient aucun siège au Conseil général, mais Mireia Boya est élue conseillère municipale à Les.

### Députée au Parlement de Catalogne
En 2015, Mireia Boya est désignée candidate en deuxième place sur la liste de la CUP dans la circonscription de Lérida pour les élections au Parlement de Catalogne du 27 septembre 2015, lors des primaires du parti.
La CUP, qui n'avait obtenu aucun député dans cette circonscription lors des précédentes élections, espère obtenir deux sièges. Elle obtient 8,15 % des voix et un député, la tête de liste Ramon Usall (ca). En décembre 2015, celui-ci annonce sa démission pour raisons personnelles. Mireia Boya lui succède au Parlement en janvier 2016. Lors de sa prise de fonction, elle annonce que ses interventions au Parlement seront prononcées en occitan, qui est langue officielle à Aran depuis 1990 et dans toute la Catalogne depuis 2010.
Au même moment, le président du groupe parlementaire, Antonio Baños, démissionne à la suite de son désaccord avec la décision du parti de refuser l'investiture du président sortant et candidat de la liste d'union indépendantiste Ensemble pour le oui, Artur Mas. Mireia Boya prend sa suite comme présidente du groupe. Il s'agit d'un rôle symbolique, car la CUP ne veut pas y accorder d'importance, mais le parti souhaitait que ce poste soit occupé par une femme qui ne soit pas issue de Barcelone.
Au Parlement, elle est aussi porte-parole de la CUP à la commission des matières secrètes ou réservées, à la commission de la culture, à la commission de l'environnement et de la durabilité. En 2016, elle participe à la commission d'étude du processus constituant, et en 2017, à la commission d'enquête sur l'Opération Catalogne.
Elle se représente comme tête de liste de la CUP dans la circonscription de Lérida pour les élections anticipées du 21 décembre 2017, mais elle n'est pas réélue.